# Study Butte
Study Butte – jednostka osadnicza w Stanach Zjednoczonych, w stanie Teksas, w hrabstwie Brewster.